# Ladislav Petráš
Pour les articles homonymes, voir Petráš.
Ladislav Petráš (né le 1er décembre 1946 à Necpaly en Tchécoslovaquie) est un joueur de football tchécoslovaque (slovaque).

## Biographie

### Club
Petráš commence sa carrière dans la seconde division avec le Baník Prievidza en 1964 où il reste pendant quatre saisons. Repéré par le FK Dukla Banská Bystrica, il dispute la saison 1968-1969 mais le club est relégué après son avant-dernière position et Ladislav prend la route de l'Inter Bratislava après avoir été meilleur buteur de la saison.
L'Inter finit 4e en 1969-1970 et Petráš participe à la coupe du monde 1970.
La saison 1970-1971 est moyenne et l'Inter se classe 7e. L'Inter est relégué en 1971-1972 en terminant 15e et avant-dernier. Le club revient parmi l'élite en 1973-1974 et se classe au 13e rang. L'Inter termine second en 1974-1975 et Petráš termine pour la deuxième fois meilleur buteur de la saison. Après être passée près d'un exploit, l'Inter est un concurrent direct pour le titre se classant 6e en 1975-1976 et 2e en 1976-1977. Le club retombe dans les entrailles du championnat en terminant 15e en 1977-1978. Le club finit 6e en 1978-1979 et 5e en 1979-1980.
Petráš quitte son pays pour l'Autriche et devient champion d'Autriche en 1980-1981 et remporte la Coupe d'Autriche en 1981-1982.

### International

#### Coupe du monde 1970
Ladislav marque lors du premier match de la Tchécoslovaquie contre le Brésil en trompant le gardien Félix à la 11e minute et permet à son équipe de mener 1-0. La suite est moins flatteuse, le Brésil s'impose 4-1.
Le deuxième match contre la Roumanie voit le même scénario, Petráš ouvre la marque à la 5e minute mais la Roumanie remonte au score et s'impose 2-1.
La Tchécoslovaquie perd son dernier match face à l'Angleterre et rentre à la maison avec zéro point.

#### Euro 1976
En qualification de l'Euro, Ladislav marque contre le Portugal le 5e et dernier but de la partie le 30 avril 1975. Il ne marquera plus aucun but en qualification ou phase finale. Il sera quand même champion d'Europe.

## Palmarès
- Champion d'Europe 1976
- Championnat d'Autriche de football : 1980-1981
- Coupe d'Autriche de football : 1981-1982
- Meilleur buteur du championnat de Tchécoslovaquie : 1968-1969 ; 1974-1975 (2 fois)